# Закон привлечения (Новое мышление)
«Закон привлечения» или «Закон притяжения» (англ. Law of attraction) — концепция в рамках квази-религиозного движения «Нового мышления». Вера в него подразумевает среди прочего, что люди и их мысли созданы из чистой энергии. 
Сторонники закона считают, что если направить энергию правильно, человек может улучшить своё здоровье, взаимоотношения и другие аспекты своей жизни. Такие воззрения многими учёными считаются псевдонаучными. Их сторонники вольно интерпретируют научные знания, искажая их суть.
Ключевая идея «Закона притяжения» состоит в том, что чтобы существенно изменить ситуацию, человек должен чувствовать себя, будто изменения уже произошли. Сторонники закона привлечения используют визуализации, рефрейминг, а также целый ряд других приёмов и методик (аффирмации, медитации, пранаяма (дыхательные техники)  и многое другое) с целью трансформировать негативные мысли в позитивные. Следует отметить, что использование таких практик как рефрейминг, визуализации, пранаяама и др. имеет некоторое психотерапевтическое значение.

## История
Идеи похожие на закон привлечения можно найти в античных и некоторых восточных практиках. 
Однако, современное понимание «Закона притяжения» берут начала в учениях известного американских менталистов девятнадцатого столетия, в том числе  Финеаса Паркхерста Куимби (1802 — 1866). По собственным словам, в ранние годы жизни Куимби диагностировали туберкулёз, медикаменты (речь о медицине девятнадцатого века) не помогали. Тогда он решил «жить жизнью обычного человека», заниматься верховой ездой и буквально забыть о болезни. В итоге симптомы болезни прошли. Если верить ему, это событие стало началом его веры в то, что человек способен творить свою собственную реальность «посредством силы позитивного мышления».
Сам же термин «Закон привлечения» впервые появился в 1855 году в книге «Великая Гармония», написанной американским религиозным деятелем Эндрю Джексоном Дэвисом. Однако, в этой книге термин использовался исключительно в контексте загробной жизни. В современном же понимании «закон» сформулировал Прентис Малфорд в своём эссе «Закон успеха», опубликованном в 1886 — 1887 годах.
В ХХ  веке наблюдался всплеск интереса к этой теме. В начале века вышли книги Уильяма Аткинсона и др. авторов,  позже  было написано несколько широко продаваемых книг, включая «Думай и Богатей» (1937) Наполеона Хилла, «Сила позитивного мышления» (1952), Нормана Винсента Пила и «Исцели свою жизнь» (1984) Луизы Хей. Можно упомянуть книги Джо Витале, Боба Проктора и др.
Последний всплеск интереса случился уже в XXI веке вместе  с появлением и распространением фильма   «Тайна» («The Secret», 2006), который в дальнейшем был выпущен в формате книги авторства Ронды Бирн в 2007 году (есть и русские переводы). Фильм и книга привлекли большое внимание общественности.

## Критика
Научным сообществом Закон притяжения считается псевдонаучным и даже мошенническим. Все заявленные доказательства о работе основаны на личных свидетельствах и непроверяемы, а эмпирически закон не подтверждается.

## Влияние на общество
На данный момент идеи и практики, связанные с Законом привлечения распространены в получивших в 1983 — 2017 гг. учениях, которые религиоведами квалифицируются как квазирелигиозные, а также в популярной психологии.

## Отражение в культуре
- Наполеон Хилл, «Думай и богатей» (1937) (русский перевод: 2017 и др.)
- Норман Пил, «Сила позитивного мышления[англ.]» (1952).

- Книги Невилла Годдарда[англ.] (1939 — 1966 годы).
- Книги Джозефа Мёрфи (по-русски вышел целый ряд переводов его книг).

- Ронда Берн, «Тайна». Пер. с англ. А. Олефир. СПб. «Домино». 2012. // «Тайна[англ.]» (2006) и Сила[англ.] (2010).
- Ронда Берн. «Сила». Пер. с англ. Игоря Иванова. СПб. «Домино». 2011.
- Ронда Берн. «Герой». М. «Эксмо». 2014.
- Джо Витале. «Ключ». М. «Эксмо». 2010.
- Марси Шимофф. Кэрол Кляйн. Счастливы без причины или Книга о счастье номер один. Пер. с англ. А. Зевелевой. М. 2017 (2-е изд.).

- Ричард Бах повесть "Иллюзии" (1977) и др. книги.

##### Эстер и Джерри Хикс
- Учение о воплощении желаний в жизнь. Просите — и дано будет вам. Эстер и Джерри Хикс. Опубликовано в "Hay House", 2005.
- Закон притяжения: основы учения Абрахама. Эстер и Джерри Хикса. Опубликовано в "Hay House", 2006.
- Удивительная сила эмоций. Эстер и Джерри Хикс. Опубликовано Hay House Inc., 2008 г.
- Деньги и закон притяжения: научиться привлекать здоровье, богатство и счастье. Эстер и Джерри Хикс. Опубликовано Hay House, 2008.
- Вихрь: где закон притяжения объединяет все отношения сотрудничества. Эстер и Джерри Хикс. Опубликовано Hay House, 2009.
- Навстречу мечте за 365 дней.

#### Документальное кино
- Тайна (фильм, 2006)

#### Художественное кино
- «Последний отпуск» (США, 2006) — превращение альбома возможностей героини в реальность.